# Bobby Dixon
Robert Lee Dixon, detto Bobby (Chicago, 10 aprile 1983), è un ex cestista statunitense naturalizzato turco con il nome di Ali Muhammed.

## Carriera
Ha iniziato la sua carriera da cestista professionista nella stagione 2006-07 giocando nel Campionato francese con il Saint-Étienne.
Il 21 luglio 2010 firma un contratto con la New Basket Brindisi
Nel giugno 2015 prende il passaporto turco e cambia nome in Ali Muhammed, data la grande ammirazione che ha per il pugile Muhammad Ali.

## Statistiche

### College
| Anno      | Squadra      | PG | PT | MP   | TC%  | 3P%  | TL%  | RP  | AP  | PRP | SP  | PP   |
| --------- | ------------ | -- | -- | ---- | ---- | ---- | ---- | --- | --- | --- | --- | ---- |
| 2004-2005 | Troy Trojans | 30 | 27 | 30,0 | 42,2 | 39,9 | 69,0 | 3,9 | 4,1 | 2,4 | 0,0 | 14,7 |
| 2005-2006 | Troy Trojans | 29 | 29 | 34,6 | 44,7 | 38,0 | 73,6 | 5,3 | 6,6 | 3,0 | 0,1 | 17,9 |
| Carriera  | Carriera     | 59 | 56 | 32,3 | 43,5 | 38,9 | 71,5 | 4,6 | 5,3 | 2,7 | 0,1 | 16,3 |

### Eurolega
| Anno       | Squadra    | PG  | PT | MP   | TC%  | 3P%  | TL%  | RP  | AP  | PRP | SP  | PP   |
| ---------- | ---------- | --- | -- | ---- | ---- | ---- | ---- | --- | --- | --- | --- | ---- |
| 2009-2010  | ASVEL      | 10  | 10 | 28,0 | 45,1 | 35,3 | 75,0 | 2,6 | 3,1 | 1,4 | 0,0 | 11,5 |
| 2015-2016  | Fenerbahçe | 28  | 21 | 24,7 | 40,5 | 37,9 | 89,5 | 3,2 | 3,6 | 1,0 | 0,1 | 10,8 |
| 2016-2017† | Fenerbahçe | 34  | 25 | 25,4 | 41,4 | 38,8 | 90,6 | 2,7 | 3,1 | 1,0 | 0,0 | 11,4 |
| 2017-2018  | Fenerbahçe | 21  | 6  | 11,3 | 46,9 | 46,2 | 75,0 | 1,1 | 1,2 | 0,3 | 0,0 | 7,0  |
| 2018-2019  | Fenerbahçe | 34  | 22 | 17,8 | 51,9 | 49,6 | 86,7 | 1,7 | 2,2 | 0,6 | 0,0 | 9,3  |
| 2019-2020  | Fenerbahçe | 22  | 2  | 14,5 | 42,4 | 36,4 | 94,7 | 1,3 | 1,3 | 0,5 | 0,0 | 5,5  |
| 2020-2021  | Fenerbahçe | 17  | 3  | 15,0 | 45,0 | 44,2 | 80,0 | 1,8 | 1,6 | 0,4 | 0,0 | 5,8  |
| Carriera   | Carriera   | 166 | 89 | 19,6 | 44,3 | 41,2 | 87,3 | 2,1 | 2,4 | 0,7 | 0,0 | 8,9  |

## Palmarès

### Squadra
- Campionato turco: 4

Pınar Karşıyaka: 2014-15
Fenerbahçe: 2015-16, 2016-17, 2017-18
- Coppa di Turchia: 4

Pınar Karşıyaka: 2013-14
Fenerbahçe: 2016, 2019, 2020
- Coppa del Presidente: 3

Pınar Karşıyaka: 2014
Fenerbahçe: 2016, 2017
- Coppa di Francia: 1

Le Mans: 2008-09
- Semaine des As: 1

Le Mans: 2009
- Match des Champions: 1

ASVEL: 2009
- Eurolega: 1

Fenerbahçe: 2016-17

### Individuale
- MVP Match des champions:1

ASVEL: 2009
- MVP Coppa di Turchia:1

Pınar Karşıyaka: 2013-14
- All-Eurocup Second Team: 1

Pınar Karşıyaka: 2014-15
- MVP Finali Campionato Turco:1

Pınar Karşıyaka: 2014-15
- MVP Coppa del Presidente:1

Fenerbahçe: 2016